# Lelling
Lelling (deutsch Lellingen) ist eine französische Gemeinde mit 460 Einwohnern (Stand 1. Januar 2022) im Département Moselle in der Region Grand Est (bis 2015 Lothringen). Sie gehört zum Arrondissement Forbach-Boulay-Moselle.

## Geografie
Das Dorf liegt im Nordosten der historischen Region Lothringen, etwa fünf Kilometer südlich von Saint-Avold.

## Geschichte
Der Ort wurde erstmals 1275 als Lellinga erwähnt. 
Streifen, Steine und Krummstab im Gemeindewappen sind Insignien der drei Herrschaften, von denen Lelling abhängig war: das Bistum Metz, die Grafen von Créhange und die die Abtei von Saint-Avold.

### Bevölkerungsentwicklung
| Jahr      | 1962 | 1968 | 1975 | 1982 | 1990 | 1999 | 2009 | 2019 |
| Einwohner | 328  | 354  | 383  | 375  | 395  | 392  | 487  | 471  |

## Sehenswürdigkeiten

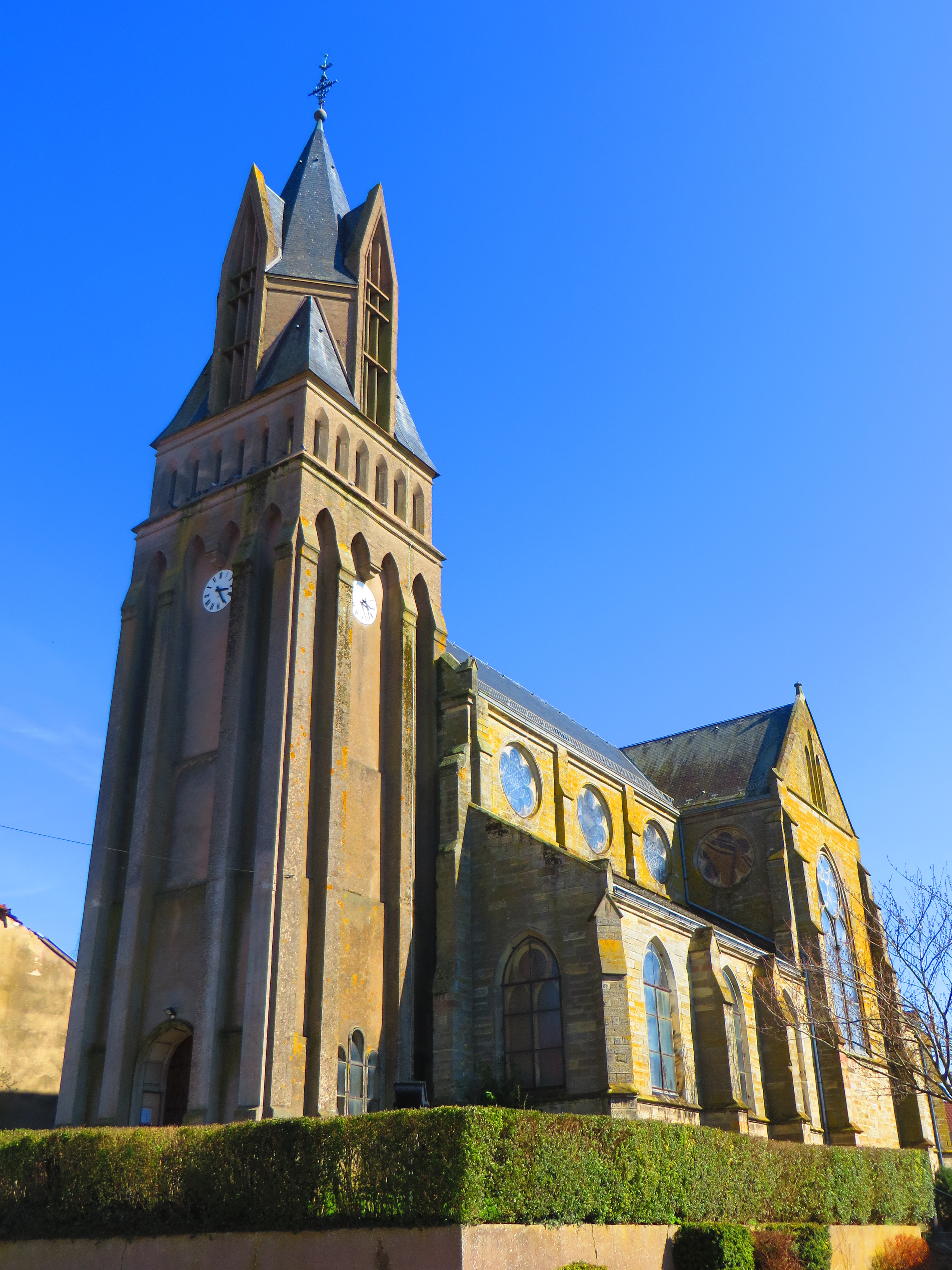
Kirche Saint-Étienne

- Kirche Saint-Étienne von 1857

## Belege
1. ↑  Wappenbeschreibung auf genealogie-lorraine.fr (französisch)